# マーク・ロビンソン
マーク・ロビンソン（Mark Robinson、1974年1月17日 - ）は、ニュージーランドの元ラグビーユニオン選手。現在ニュージーランドラグビー協会のCEOを務めている。

## プロフィール
- ニュージーランド・ストラトフォード出身[1]。
- 現役時代のポジションはセンター(CTB)、フルバック(FB)。
- 身長 182cm、体重 88kg
- ニュージーランド代表通算キャップ数は9。
- バーバリアンズに選ばれたことがある。

## 略歴
ケンブリッジ大学卒業後、ウェリントン、タラナキ、ブリストル、カンダベリー、クルセイダーズを経て、2004年、神戸製鋼コベルコスティーラーズ(現・コベルコ神戸製鋼スティーラーズ)に加入。同年9月18日にジャパンラグビートップリーグ第1節東芝府中ブレイブルーパス戦に先発出場で日本での公式戦初出場を果たす。
現役引退後、2019年、ニュージーランドラグビー協会のCEOに就任。